# Municipio de Cortlandt
El municipio de Cortlandt (en inglés: Cortlandt Township) es un municipio ubicado en el condado de Edmunds en el estado estadounidense de Dakota del Sur. En el año 2010 tenía una población de 628 habitantes y una densidad poblacional de 6,84 personas por km².

## Geografía
El municipio de Cortlandt se encuentra ubicado en las coordenadas 45°27′15″N 98°46′25″O / 45.45417, -98.77361. Según la Oficina del Censo de los Estados Unidos, el municipio tiene una superficie total de 91.78 km², de la cual 88,94 km² corresponden a tierra firme y (3,09 %) 2,84 km² es agua.

## Demografía
Según el censo de 2010, había 628 personas residiendo en el municipio de Cortlandt. La densidad de población era de 6,84 hab./km². De los 628 habitantes, el municipio de Cortlandt estaba compuesto por el 98,41 % blancos, el 0,64 % eran amerindios, el 0,16 % eran asiáticos y el 0,8 % eran de una mezcla de razas. Del total de la población el 0 % eran hispanos o latinos de cualquier raza.